# El Bisturí
El Bisturí era una publicació satírica editada a Igualada l'any 1907.

## Descripció
Portava el subtítol Periòdic intermitent de sanejament moral que assajarem sempre que mostri cangrena l'organisme social igualadí. Hi afegien: Nostre lema: destruir per a edificar.
Segons el mateix periòdic, la redacció era Constancia i trevall, nº infinit i l'administració: Perseverància y voluntat, nº id. bis. S'imprimia als tallers de la Viuda de M. Abadal.
El primer número es va publicar el 20 de juliol de 1907 i el darrer, el 2, portava la data de 31 d'agost de 1909. Tenia un format de 32 x 22 cm., tenia quatre pàgines i estava impresa a dues columnes. Tenia vuit pàgines i dues columnes. El format era de 27 x 17 cm.

## Continguts
Els seus objectius es defineixen en l'encapçalament. Era un periòdic de lluita.
En l'article de presentació diuen que volen remoure fins als fonaments l'immens i ruïnós edifici de la societat actual, ... combatre tot ordre de caciquismes, d'ilegalitats, d'injusticies y ademes destruir idols y superticions.
Criticava la política local i feia retrets als dirigents de l'Ateneu Igualadí i al periòdic Sometent, al qual acusava d'un incondicional Godonisme, disfressat ab el carrincló lema carlí.
Tots els articles anaven sense signar o signats amb pseudònims com Augustus, Profà o Numen.

## Localització
- Biblioteca Central d'Igualada. Plaça de Cal Font. Igualada (col·lecció completa)